# Andes Líneas Aéreas
Andes Líneas Aéreas é uma companhia aérea Argentina com sede na cidade de Salta. Foi criada em 2005 como solução para poucas frequências aéreas que existiam entre Salta e Buenos Aires, ambas naquele país. Em 20 de Junho de 2006 o MD82 matriculado LV-BEP decolou de Salta para Buenos Aires, iniciando as operações regulares da empresa, no mesmo período a empresa começou a voar para Porto Seguro e Salvador na Bahia, em uma receita muito parecida com a da extinta empresa saltenha Dinar Lineas Aereas (1992-2002).
A Andes experimentou crescimento de frota e destinos, chegando a operar 2 CRJ900 entre 2010 e 2011, no entanto atualmente está resumida a 3 aviões MD83 matriculados LV-CCJ, AYD, WGM e a uma rede de rotas que contempla Salta, Buenos Aires e Puerto Madryn.

## Frota

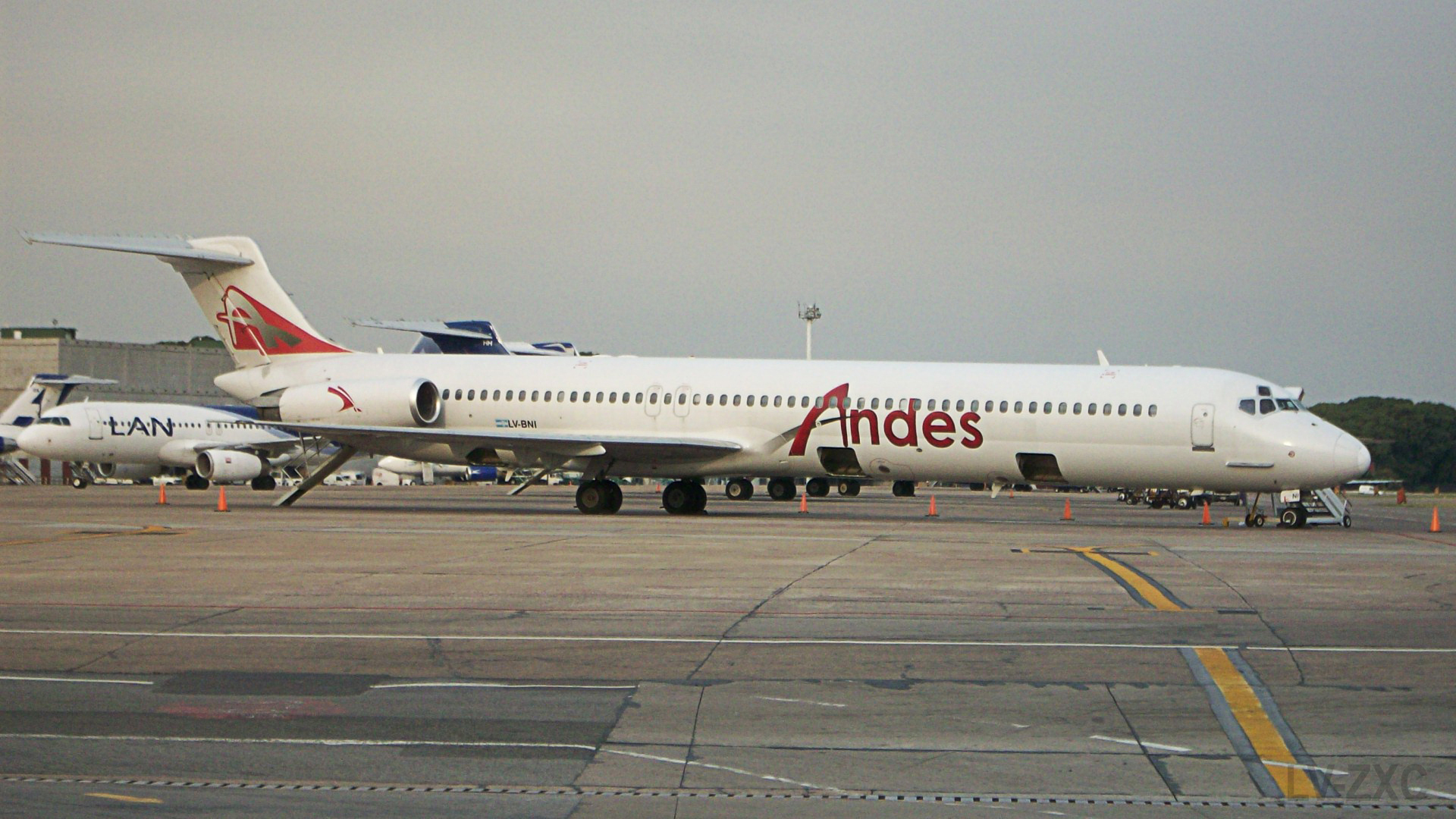

Em julho de 2017.
- 5 McDonnell Douglas MD-83
- 3 Boeing 737-800